# Anadolu Feneri
Anadolu Feneri ("Faro d'Anatolia" in Turco) è un faro storico ancora in uso, situato sul lato orientale, cioè anatolico, dell'ingresso settentrionale del Bosforo, sul Mar Nero, a Istanbul, in Turchia (Anadolu è il nome turco dell'Anatolia). Il lato opposto dello stretto (appartenente all'estrema parte orientale della Tracia orientale, detta anche Turchia europea) è segnalato dal faro Rumeli Feneri. Quest'ultimo dista 2 miglia nautiche dal faro dell'Anatolia. Una linea retta tra i due fari segna il confine settentrionale del porto di Istanbul. Il luogo in cui sorge il faro, chiamato anch'esso Anadolufeneri, oggi è un villaggio di pescatori nel distretto di Beykoz.

## Storia
Nel 1755 François Baron de Tott, ingegnere e ufficiale militare francese di origine ungherese il quale visse per alcuni anni a Istanbul, menzionò la presenza di un faro in questa località. Durante la guerra di Crimea (1853-1856), per garantire una navigazione sicura alle navi da guerra francesi e britanniche si rese necessaria la costruzione di un faro su entrambi i lati dell'ingresso del Bosforo nel Mar Nero. I francesi costruirono il Rumeli Feneri sul lato opposto dello stretto e migliorarono il faro esistente, il quale era già chiamato Anadolu Feneri. Entrambi i fari entrarono in servizio il 15 maggio 1856. L'Anadolu Feneri fu gestito dai francesi fino al 1933, quando la concessione della durata di 100 anni fu annullata e le autorità turche ne presero il controllo. Oggi è gestito dall'Autorità per la sicurezza costiera (in turco Kıyı Emniyeti Genel Müdürlüğü) del Ministero dei trasporti e delle comunicazioni.

## Descrizione
Il faro è situato sulla punta di Yum - o Yon (Hrom) Burnu, a 75 m di altezza sul livello del mare. La torre in muratura, interamente dipinta di bianco e di forma conica, ha un'altezza di 19 m e presenta un ballatoio intorno alla sala delle lanterne. Alla torre è annessa la casa del custode, a due piani. Inizialmente il faro era illuminato a cherosene, poi sostituito dalla luce di Dalén che utilizzava  il carburo (gas acetilene). Oggi la fonte di illuminazione è l'elettricità, ma è stato installato anche un sistema di illuminazione di riserva a gas butano. La lanterna del faro lampeggia ogni 20 secondi e la sua luce è visibile a una distanza di 20 miglia nautiche (37 km).
Il faro ha il codice d'identificazione turco "TUR 014" e il suo nominativo radio è TC2ALH.
L'edificio del faro comprende un alloggio per una famiglia ed è aperto al pubblico come sito storico.